# William Pittenger (Politiker)

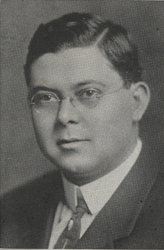
William Pittenger

William Alvin Pittenger (* 29. Dezember 1885 bei Crawfordsville, Indiana; † 26. November 1951 in Duluth, Minnesota) war ein US-amerikanischer Politiker. Zwischen 1929 und 1947 vertrat er dreimal den Bundesstaat Minnesota im US-Repräsentantenhaus.

## Werdegang
William Pittenger besuchte die öffentlichen Schulen seiner Heimat und das Wabash College, das er im Jahr 1909 absolvierte. Nach einem anschließenden Jurastudium an der Harvard University und seiner im Jahr 1912 erfolgten Zulassung als Rechtsanwalt begann er in Duluth in seinem neuen Beruf zu praktizieren. Dort schlug er als Mitglied der Republikanischen Partei auch eine politische Laufbahn ein. Zwischen 1917 und 1920 saß er als Abgeordneter im Repräsentantenhaus von Minnesota.
Bei den Kongresswahlen des Jahres 1928 wurde er im achten Wahlbezirk von Minnesota in das US-Repräsentantenhaus in Washington, D.C. gewählt. Dort trat er am 4. März 1929 die Nachfolge von William Leighton Carss an. Nach einer Wiederwahl im Jahr 1930 konnte er bis zum 3. März 1933 zunächst zwei Legislaturperioden im Kongress absolvieren, die zum größten Teil von der Weltwirtschaftskrise überschattet waren. Im Jahr 1933 wurde, kurz vor dem Ende seiner Amtszeit, der 20. Verfassungszusatz verabschiedet, der den Beginn der Amtszeiten des Kongresses und des Präsidenten vorverlegte.
Bei den Wahlen des Jahres 1932 verlor Pittenger gegen Ernest Lundeen von der Farmer-Labor Party. In den folgenden zwei Jahren arbeitete er wieder als Anwalt in Duluth. Gleichzeitig arbeitete er an seiner Rückkehr in den Kongress. Nachdem er die Wahlen des Jahres 1934 gewonnen hatte, konnte er zwischen dem 3. Januar 1935 und dem 3. Januar 1937 seinen alten Platz im Repräsentantenhaus wieder einnehmen. In diesen beiden Jahren wurden dort viele der New-Deal-Gesetze der Bundesregierung verabschiedet, denen Pittengers Republikanische Partei eher ablehnend gegenüberstand. Bei den Wahlen des Jahres 1936 verlor Pittenger gegen John Bernard von der Farmer-Labor Party.
Im Jahr 1938 schaffte William Pittenger den erneuten Einzug in den Kongress. Dort übernahm er am 3. Januar 1939 wieder seinen alten Platz von Bernard. Nach drei Wiederwahlen konnte er bis zum 3. Januar 1947 vier weitere Legislaturperioden im Kongress verbleiben. In diese Zeit fielen der Zweite Weltkrieg und der Beginn des Kalten Krieges. Im Jahr 1946 unterlag Pittenger bei den Kongresswahlen John Blatnik von der Democratic-Farmer-Labor Party. Insgesamt absolvierte Pittenger zwischen 1929 und 1947 sechs Legislaturperioden im Kongress.
Nach seinem endgültigen Ausscheiden aus dem US-Repräsentantenhaus arbeitete William Pittenger erneut als Anwalt in Duluth. Dort ist er am 26. November 1951 auch verstorben.